# 马达瓦拉姆
马达瓦拉姆（Madavaram），是印度泰米尔纳德邦Thiruvallur县的一个城镇。总人口76793（2001年）。

## 人口
该地2001年总人口76793人，其中男性39249人，女性37544人；0—6岁人口8313人，其中男4336人，女3977人；识字率76.24%，其中男性为81.76%，女性为70.47%。